# 齐卡沃
齐卡沃（法語：Zicavo，法語發音：[dzikavo]）是法国南科西嘉省的一个市镇，属于阿雅克肖区。

## 地理
齐卡沃（41°54'26"N, 9°7'49"E）面积93.02 平方千米，位于法国南科西嘉省，该省份位于科西嘉南部，后者为地中海西部的一座岛屿，也是法国的一个单一领土集体，位于法国大陆部分的东南面，意大利半島的西面，最临近的地块是撒丁岛。
与齐卡沃接壤的市镇（或旧市镇、城区）包括：欧莱讷、科拉诺、科扎諾、吉泰拉莱班、昆扎、塔索、索拉罗、基萨。
齐卡沃的时区为UTC+01:00、UTC+02:00（夏令时）。

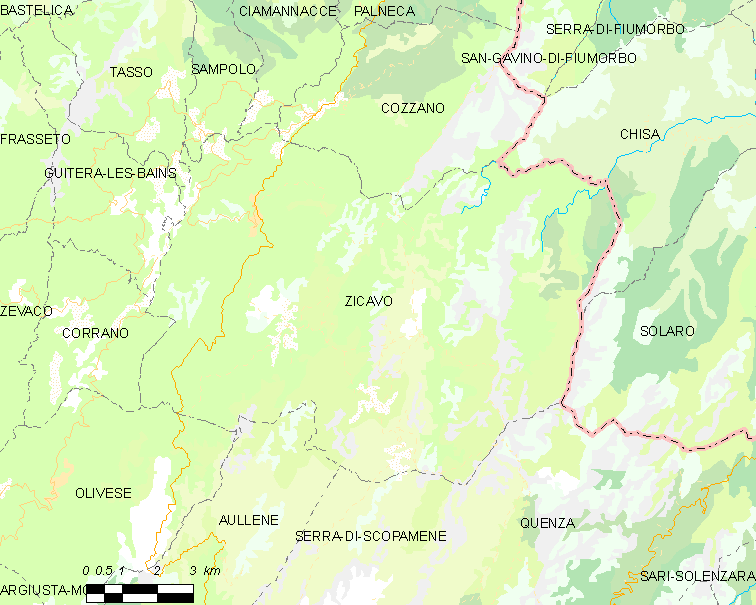
齐卡沃的OSM定位图

## 行政
齐卡沃的邮政编码为20132，INSEE市镇编码为2A359。

## 政治
齐卡沃所属的省级选区为塔拉沃-奥尔纳诺县。

## 人口

1962-2008年间齐卡沃人口变化图示

齐卡沃于2022年1月1日时的人口数量为208人。